# NGC 3867
NGC 3867 ist eine linsenförmige Galaxie vom Hubble-Typ S0 im Sternbild Löwe an der Ekliptik. Sie ist schätzungsweise 334 Millionen Lichtjahre von der Milchstraße entfernt, hat einen Durchmesser von etwa 150.000 Lj und ist ein Mitglied des Leo-Galaxienhaufens Abell 1367.
Im selben Himmelsareal befinden sich u. a. die Galaxien NGC 3857, NGC 3859, NGC 3864, NGC 3868.
Das Objekt wurde am 23. März 1881 von Édouard Stephan entdeckt.